# Hamerkop
De hamerkop (Scopus umbretta) is een Afrikaanse watervogel. Het is de enige soort in de familie Scopidae en een van de kleinere vertegenwoordigers van de roeipotigen of pelikaanachtigen. 
De hamerkop dankt zijn Nederlandse en Afrikaanse naam aan de vorm van zijn hoofd; dankzij de lange snavel en de naar achter gerichte kam doet deze aan een hamer denken.
Het is een standvogel en komt voor in de draslanden van Afrika, Madagaskar en het Arabisch Schiereiland. Hier jaagt hij op kikkers en andere kleine prooidieren.

## Kenmerken
De hamerkop is met zijn lengte van 50 tot 56 centimeter een watervogel van gemiddelde grootte. Vrouwtjes wegen gemiddeld 470 gram en mannetjes 530 gram. De hamerkop vertoont enige gelijkenis met reigers en ooievaars, maar de nek en poten zijn korter. Hij heeft een afgeplatte, dolkvormige, zwarte snavel met een licht gebogen snavelpunt. Op het achterhoofd steekt een opvallende kam horizontaal naar achteren. Hierdoor lijkt de kop op een hamer wanneer de vogel zijn nek uitsteekt, maar meestal is deze ingetrokken en rust de kam op zijn rug. Het verenkleed is bij beide geslachten gelijk en is donkerbruin, met een paarse iriserende gloed op de rug en lichter gekleurd op de keel. Dankzij zijn karakteristieke uiterlijk kan de hamerkop moeilijk verward worden met andere vogels.

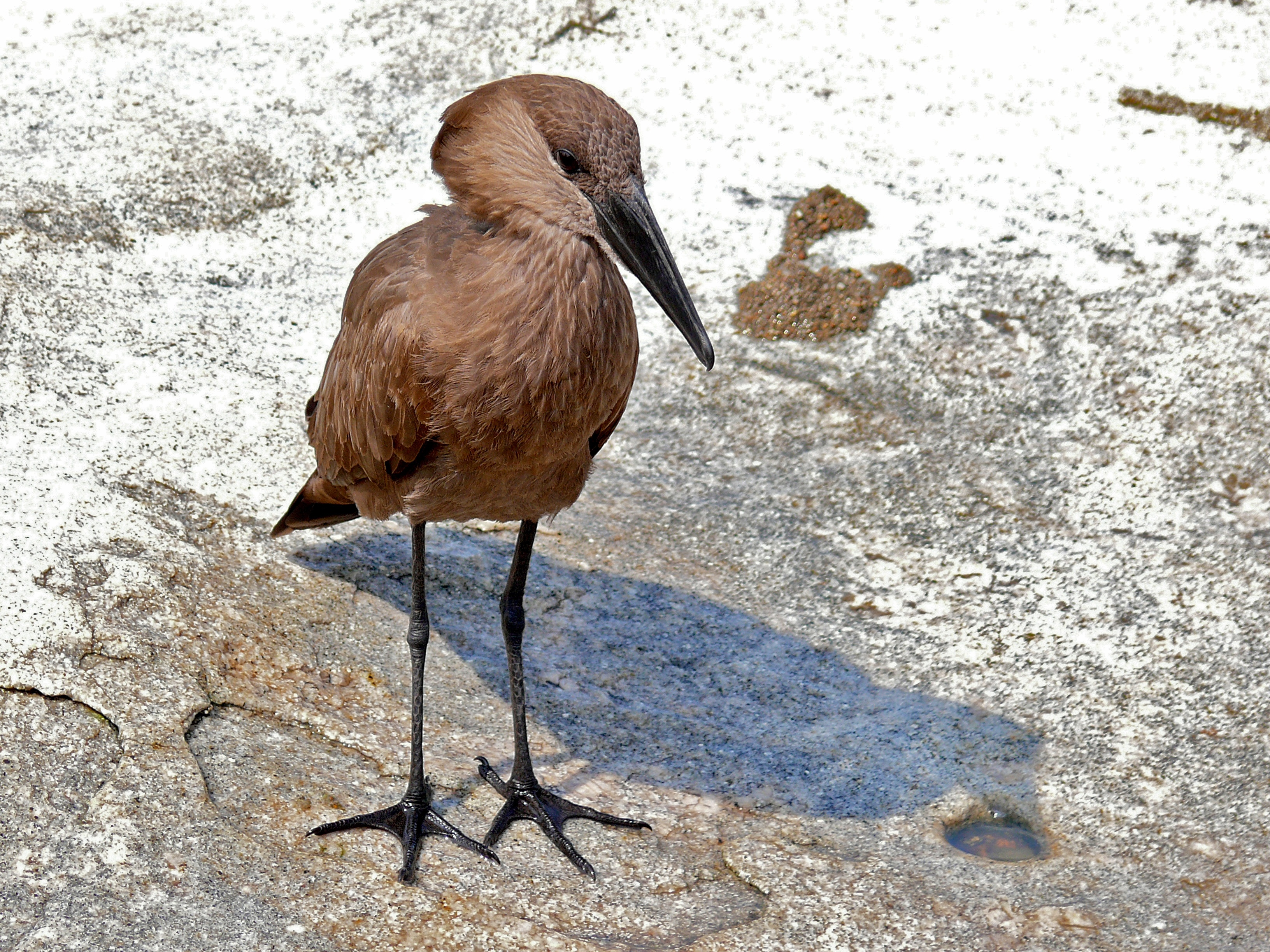
De zwemvliezen zijn weinig ontwikkeld
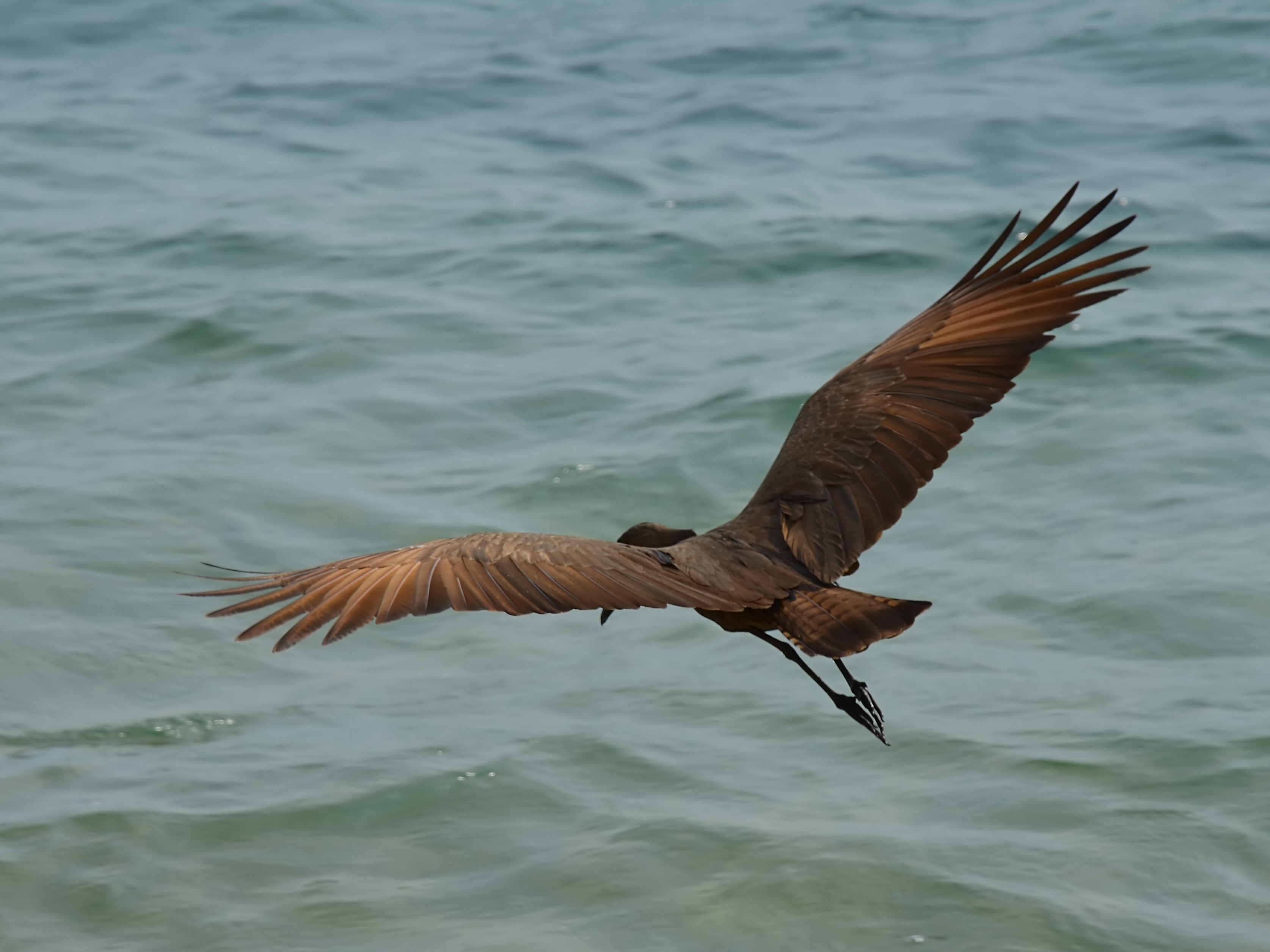
De hamerkop strekt zijn nek tijdens de vlucht
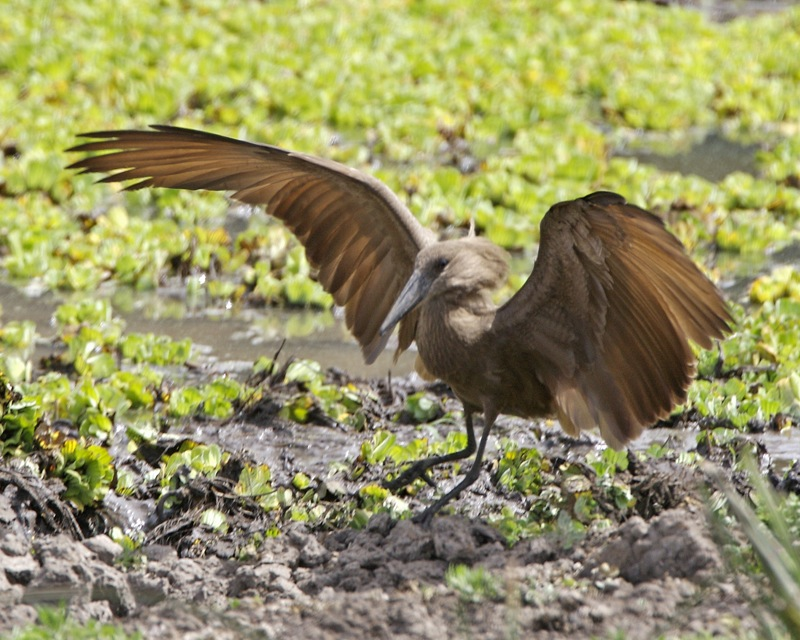
Tijdens een landing trekt de hamerkop zijn nek in

De zwemvliezen van de hamerkop zijn weinig ontwikkeld. De middelste teen is kamvormig, net als bij reigers. De hamerkop is een goede vlieger. Zijn staart is relatief kort en de vleugels zijn groot, breed en afgerond. In de vlucht strekt de hamerkop zijn nek voorwaarts en de poten horizontaal naar achteren, net als ooievaars en ibissen. Wanneer hij klapwiekt, zoals bij het landen, trekt hij zijn nek in als een reiger.

## Verspreidingsgebied

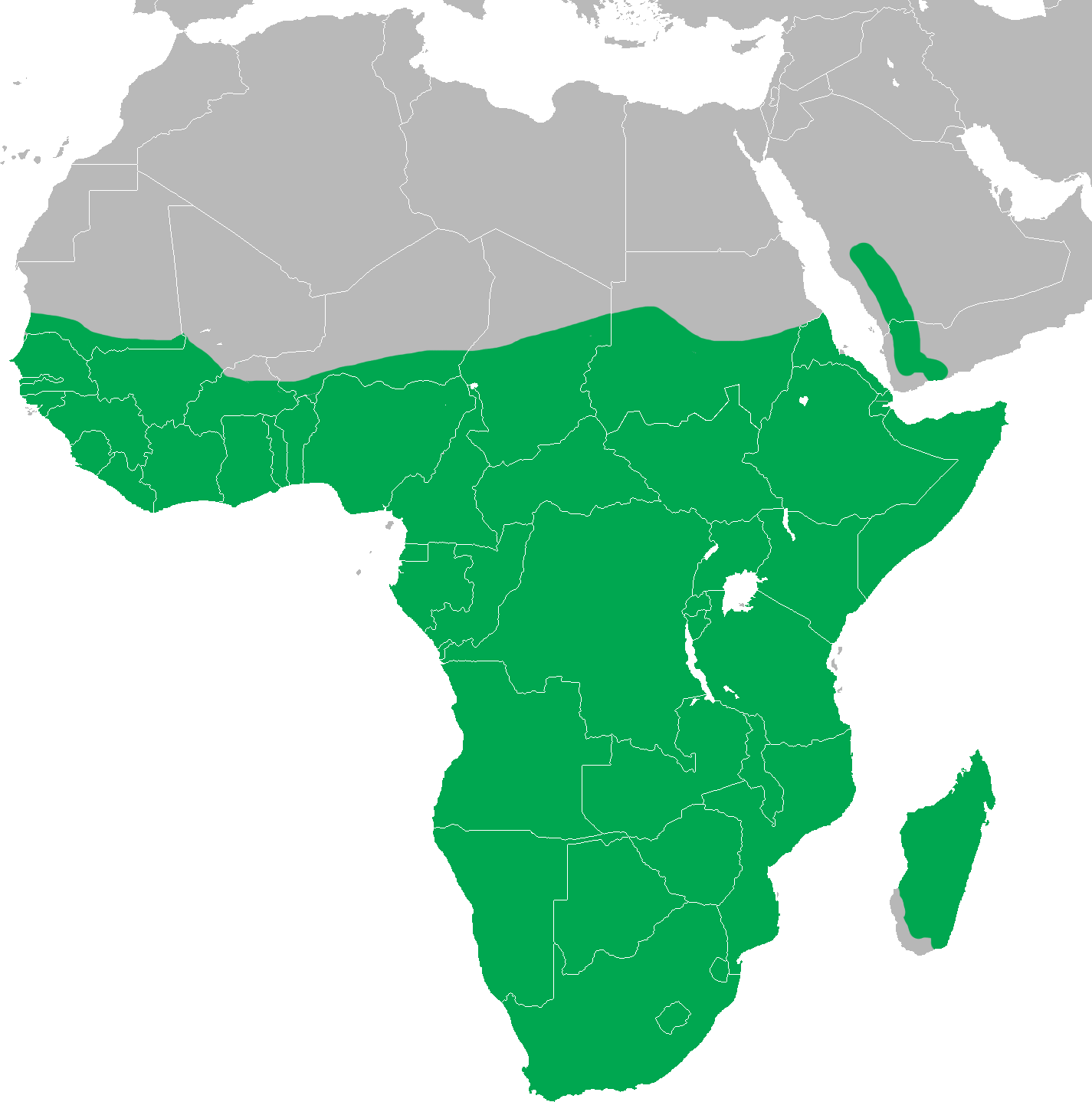
Verspreidingsgebied

Het verspreidingsgebied van de hamerkop beslaat vrijwel geheel tropisch Afrika, van de zuidgrens van de Sahara tot het Kaapse Schiereiland. Op Madagaskar beslaat zijn verspreidingsgebied vrijwel het gehele eiland, met uitzondering van het droge spiny forest in het uiterste zuidwesten. Op het Arabisch Schiereiland komt hij voor langs de zuidwestelijke kust.
De hamerkop leeft bij voorkeur in waterrijke gebieden in de buurt van bomen, zoals moerassen, rijstvelden en oevers van meren en rivieren. Het is derhalve niet verwonderlijk dat de waterrijke Okavangodelta in Botswana de grootste concentratie hamerkoppen bevat. De hamerkop kan echter ook worden aangetroffen in savannes en bossen, mits er zoet water in de buurt is. Langs de zeekust komt hij aanzienlijk minder veelvuldig voor.
De hamerkop is een standvogel en elk koppel heeft zijn eigen territorium rond het nest, dat ook als roestplaats gebruikt wordt. Dit nest wordt bij voorkeur gebouwd op plaatsen met kale bomen of uitstekende rotsrichels. Tijdens de regentijd migreren sommige koppels naar een natter gebied. De hamerkop verschijnt al snel in gebieden waar nieuwe waterpartijen worden gecreëerd door dammen of kanalen.

## Gedrag en leefwijze

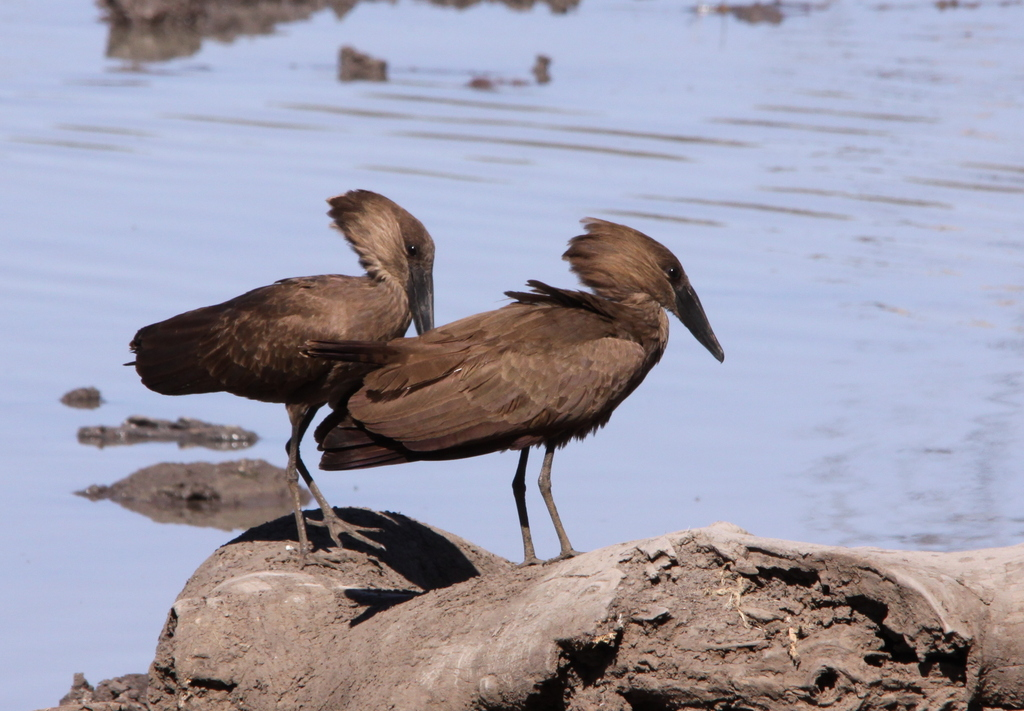
Twee foeragerende hamerkoppen in het nationaal park Mapungubwe (Zuid-Afrika)

Hamerkoppen worden meestal in paren of kleine groepen aangetroffen. Een groot deel van de dag zijn ze op zoek naar voedsel, rond het middaguur rusten ze. Het gedrag van de hamerkop kent typische aspecten, die bij weinig andere vogels worden aangetroffen. Zo is waargenomen dat een groep hamerkoppen elkaar in cirkels achterna zitten en daarbij hun kam overeind zetten en luid roepend met hun vleugels fladderen. Een ander typisch gedrag is het elkaar beklimmen, maar niet om te paren. Bovendien zijn deze koppels lang niet altijd partners van elkaar.

### Voedsel

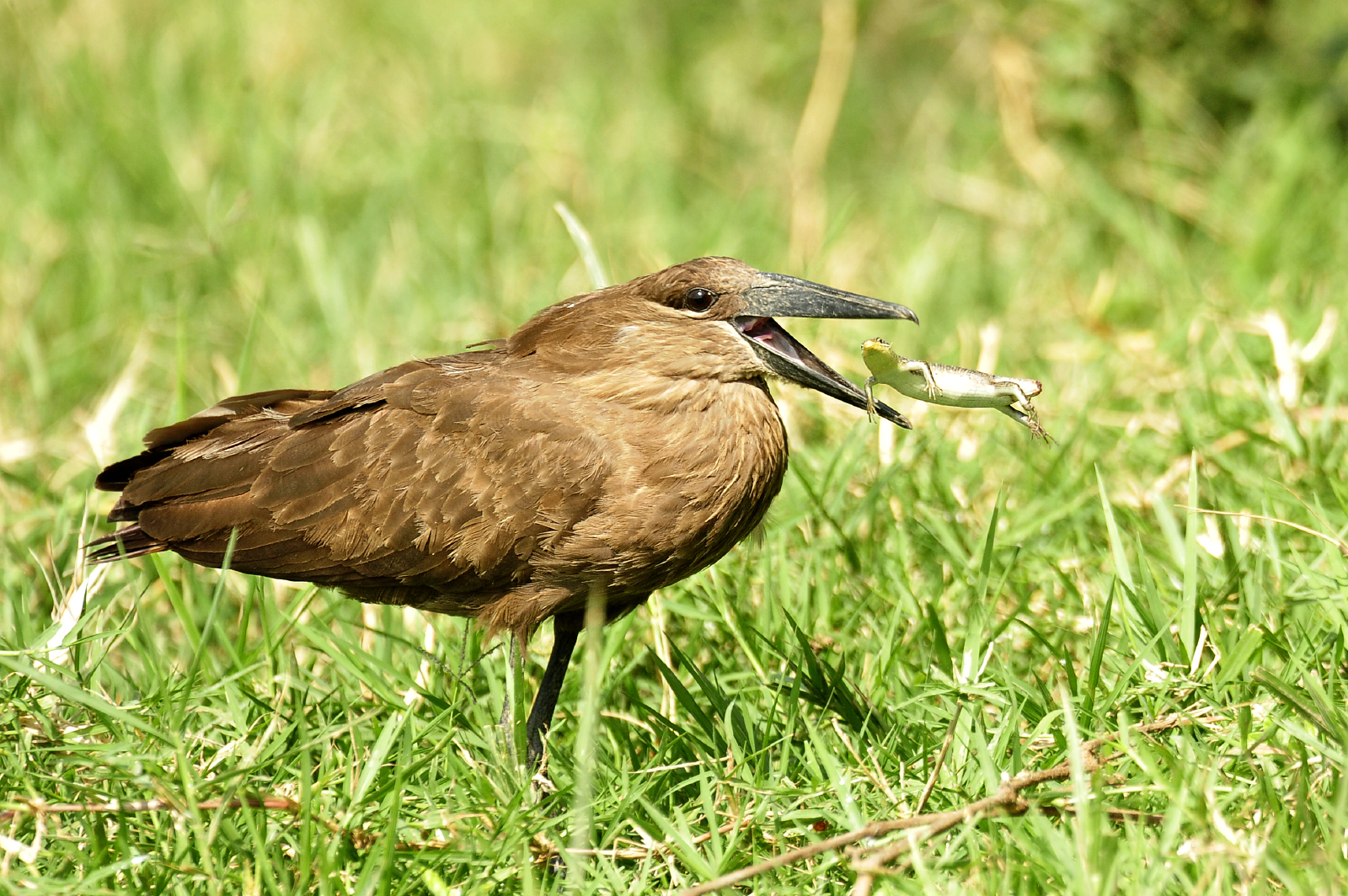
De hamerkop voedt zich met kikkers en andere kleine prooidieren.

De hamerkop vertoont een sterke voorkeur voor klauwkikkers (Xenopus), wiens leefgebied op het vasteland van Afrika nauw met dat van hem overeenkomt. Verder voedt de hamerkop zich met andere kleine prooidieren, zoals ander kikkersoorten, vissen, ongewervelden als garnalen en insecten en kleine zoogdieren.
De hamerkop gebruikt veel manieren om aan voedsel te komen. 's Ochtends kunnen kleine groepen hamerkoppen regelmatig worden aangetroffen op verkeerswegen, waar ze op zoek zijn naar aangereden dieren. In ondiepe wateren waden ze door het water op zoek naar prooidieren, waarbij ze met hun poten over de bodem schuiven om prooidieren op te jagen. Dankzij de licht gebogen snavelpunt kan de hamerkop dieren uit de vegetatie op de bodem lostrekken. Soms gebruikt hij een tak, de rug van een nijlpaard of een andere uitkijkpost om roerloos het wateroppervlak af te speuren. Ook foerageert de hamerkop vliegend vlak boven het water. Net als koereigers volgt hij veedieren en andere grote grazers om verstoorde opvliegende sprinkhanen en andere insecten te vangen.

### Communicatie
De hamerkop is vrij luidruchtig. Tijdens de vlucht laat hij een klaaglijk kiep horen, gevolgd door afzonderlijke noten met intervallen van een paar seconden. In roestplaatsen die zich op enige afstand van de nesten bevinden zingen groepen hamerkoppen een luid en dissonant koor, waarbij ze een klagerig gekrijs afwisselen met lang aangehouden trillers.

## Voortplanting en ontwikkeling
De hamerkop is monogaam en blijft doorgaans zijn hele leven bij zijn partner. Een koppel broedt solitair, maar het nest bevindt zich meestal in de buurt van die van soortgenoten. De eileg vindt het hele jaar door plaats, met de grootste piek in de maanden augustus en september. De gemiddelde generatielengte bedraagt 8,8 jaar. De levensverwachting in het wild bedraagt gemiddeld twintig jaar.

### Nestbouw
De hamerkop bouwt het nest bij voorkeur hoog in een vork van een dode boom langs het water. Indien nodig bouwt hij het ook op andere moeilijk te bereiken plaatsen, zoals rotsrichels en muren. Het komt echter ook voor dat hij het nest bij gebrek aan beter op de grond bouwt. Het nest van de hamerkop is opvallend groot in verhouding tot zijn lichaamslengte. Deze bolvormige bouwsels van takken, gras en modder zijn vaak sterk genoeg om het gewicht van een volwassen persoon te dragen. Veel nesten hebben een diameter van anderhalf tot twee meter en bevatten zo'n tienduizend takken. Het nest is aan de buitenzijde vaak versierd met felgekleurde objecten. Aan de onderzijde bevindt zich een tunnelvormige ingang van 13 tot 18 centimeter doorsnede en zo'n 60 centimeter lengte, dat aan de binnenzijde is bepleisterd met modder. Deze tunnel eindigt in de broedkamer die groot genoeg is voor beide ouders en hun kroost.
Een nest wordt soms vier jaar achtereen gebruikt, maar de meeste hamerkoppen bouwen elk jaar drie tot vijf nesten. Kerkuilen, oehoes, nijlganzen en andere uilen en eenden verjagen hamerkoppen vaak van hun nest om deze zelf in bezit te nemen. Nadat deze vogels het nest weer hebben verlaten, betrekken hamerkoppen het alsnog zelf. Verlaten nesten worden ook gebruikt door andere vogelsoorten, bijen, slangen en kleine zoogdieren zoals civetkatten. Vogels als wevers, spreeuwen en duiven bevestigen hun nesten regelmatig aan de buitenzijde van die van de hamerkop.

### Hofmakerij en paring
Wanneer een koppel hamerkoppen een nest hebben gebouwd begint een uitgebreide hofmakerij. Ze maken snelle vluchten naar elkaar toe of voeren dansen uit op de grond of op het koepelvormige dak van het nest. Hierbij buigen en knikken ze naar elkaar, rennen elkaar tegemoet met afhangende vleugels en op- en neerwippende kam, rennen in rondjes rond elkaar en beklimmen elkaar. Dit alles gaat gepaard met luide, trillende en hysterische roepgeluiden. Uiteindelijk paren ze op of vlak bij het nest.

### Broedsel
Een broedsel bestaat uit drie tot negen eieren, die aanvankelijk wit zijn, maar al snel gevlekt worden. Meestal wordt met het broeden gewacht als het derde ei is gelegd. Beide ouders broeden de eieren in 28 tot 30 dagen uit. Wanneer een kuiken uit het ei komt is hij bedekt met grijs dons. Na 17 dagen zijn de veren op de kop en de borst volledig ontwikkeld en binnen een maand de rest van het verenkleed. Beide ouders dragen zorg voor de kuikens en voeden hen voornamelijk met kikkervisjes. Vaak blijven ze lange tijd van het nest weg, een atypisch gedrag voor waadvogels. De dikke nestwanden bieden bescherming tegen veel potentiële roofdieren, maar kerkuilen en andere vogels blijven een grote bedreiging voor de kuikens. 44 tot 50 dagen na het uitbroeden zijn de jongen bijna volledig volgroeid en verlaten ze het nest. Ze blijven het echter nog een à twee weken gebruiken als roestplaats voor de nacht.

## Taxonomie en naamgeving

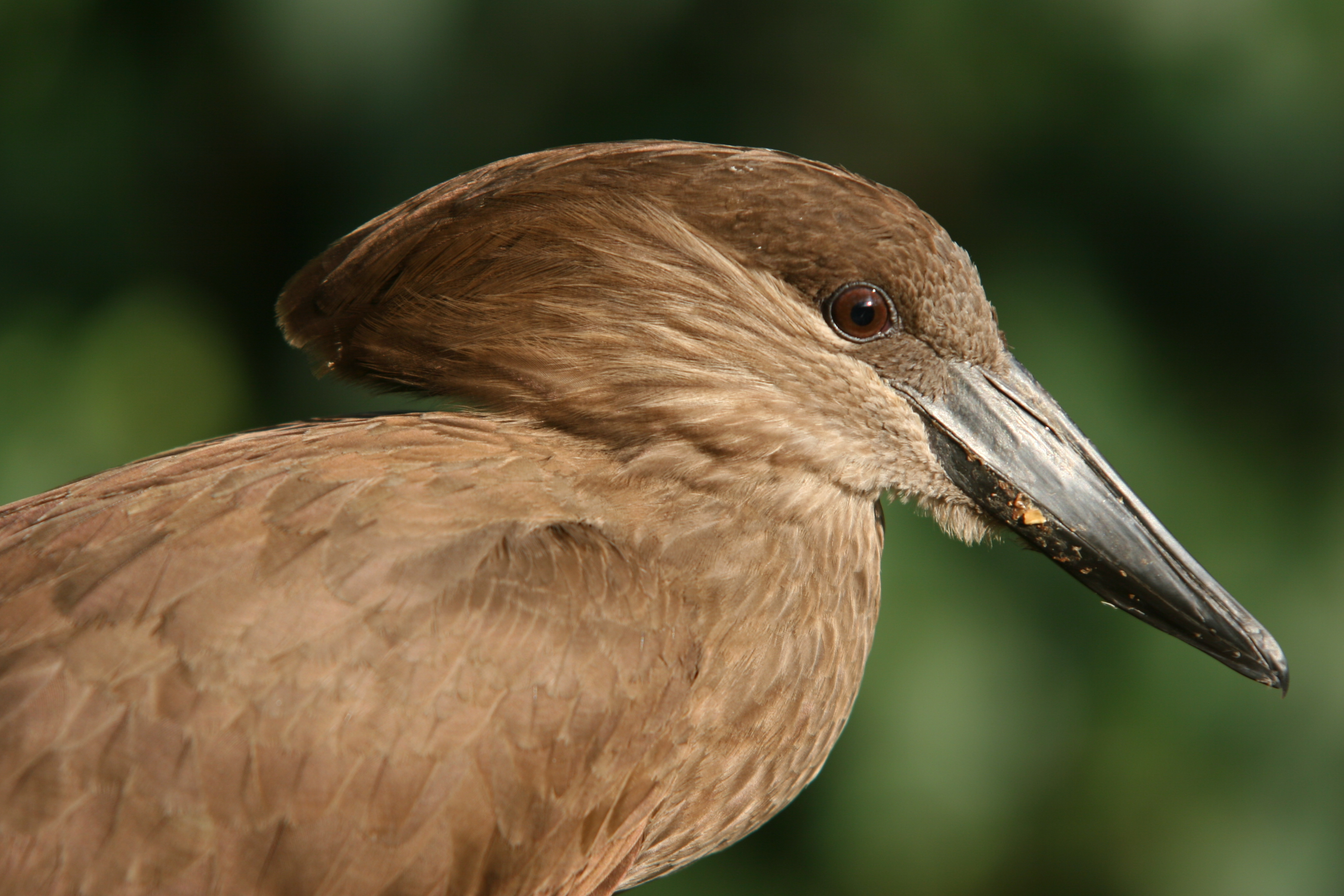
S. u. minor is kleiner en donkerder gekleurd dan de nominaatondersoort.

De hamerkop werd voorheen gerekend tot de ooievaarachtigen (Ciconiiformes), maar is mogelijk meer verwant aan de pelikaanachtigen (Pelecaniformes). Vanwege zijn unieke kenmerken wordt de hamerkop tegenwoordig geplaatst in de monotypische familie familie Scopidae.
De geslachtsnaam Scopus (σκοπος) is Grieks voor 'bewaker'. Mogelijk is dit een verwijzing naar zijn roerloze gestalte wanneer hij rust of naar prooidieren spiedt. De soortnaam umbretta is Latijn voor 'schaduw' en zou naar het donkere verenkleed kunnen verwijzen of naar de parasolvormige kop.

### Ondersoorten
Er worden naar verspreidingsgebied twee ondersoorten onderscheiden. De nominaatondersoort S. u. umbretta komt voor in het grootste gedeelte van tropisch Afrika, in Madagaskar en in het zuidwesten van het Arabisch Schiereiland. De S. u. minor is wat donkerder en kleiner en komt enkel voor langs de kust van West-Afrika, van Sierra Leone tot Oost-Nigeria.

## Beschermingsstatus

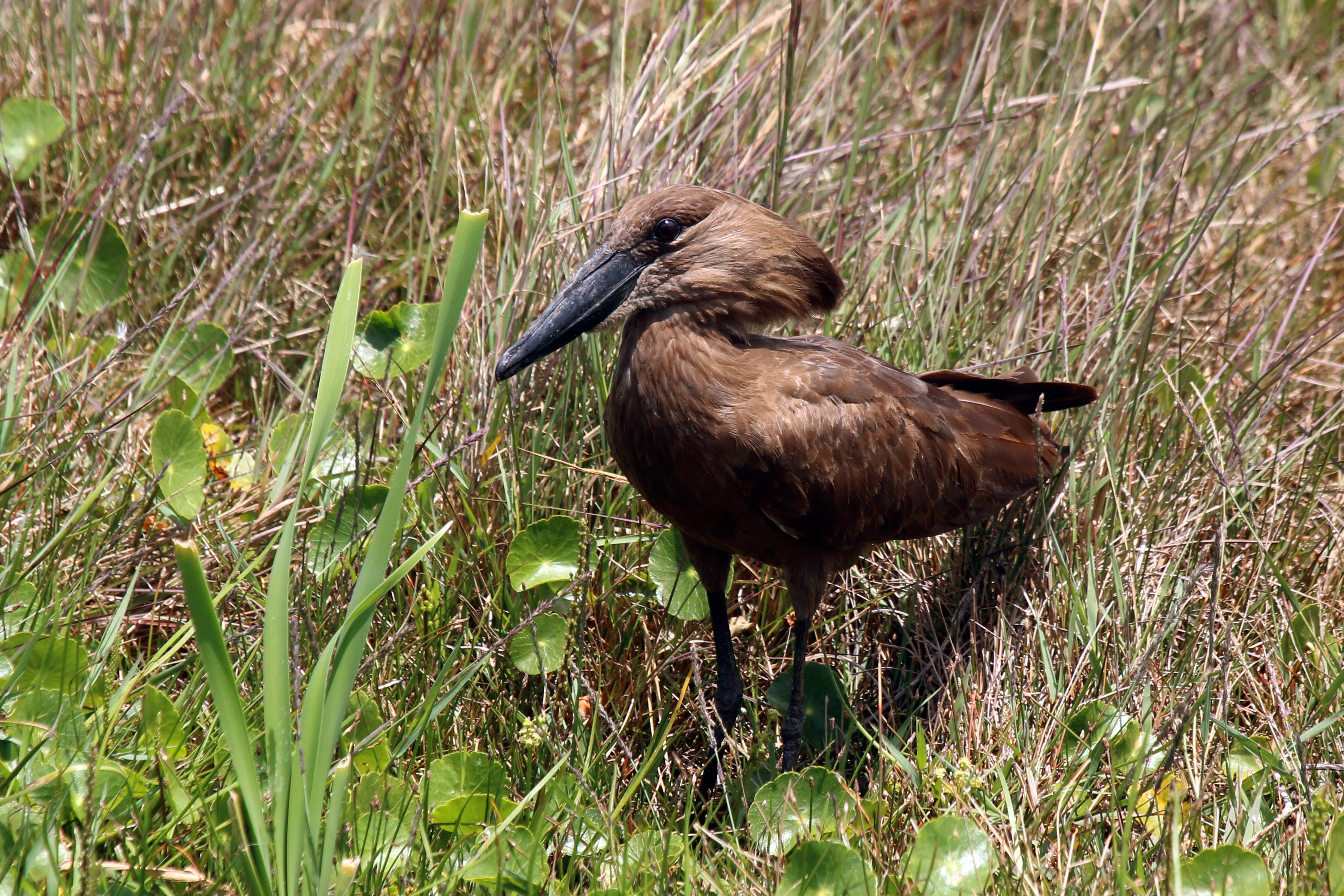
Een hamerkop in iSimangaliso Wetland Park (Zuid-Afrika)

Waarschijnlijk is het huidige verspreidingsgebied van de hamerkop aanzienlijk groter dan in het verleden. Door het irrigeren van landbouwgebied heeft de vogel zich vanuit het zuiden van Afrika over het hele continent kunnen verspreiden. Het verlies van geschikte nestplaatsen, de degradatie van draslanden en de verspreiding van de nijlgans zorgen op sommige plaatsen echter in een achteruitgang van het bestand. In Nigeria is het vlees van de hamerkop een ingrediënt voor traditionele medicijnen. De jacht op de vogel is ook een potentiële bedreiging. Desondanks komt de vogel veelvuldig voor in Madagaskar en het vasteland van Afrika. Hierdoor, en dankzij de grote verspreiding, is de kans op uitsterven gering en staat de hamerkop als 'niet bedreigd' (LC of Least Concern) op de Rode Lijst van de IUCN.

## Legendes
Er bestaat een groot aantal Afrikaanse legendes over de hamerkop, waarvan enkelen bijdragen aan de bescherming van de vogel. Enkele Zuid-Afrikaanse volken als de Xhosa en de Zoeloes identificeren hem met de legendarische bliksemvogel, een wraakgierig wezen die de vernietigers van zijn nest doodt met bliksem uit zijn klauwen en vleugels. De in de Kalahari levende San geloven dat de vijandige god Khauna wraak neemt op iedereen die een hamerkop doodt. De Duitse taalkundige Wilhelm Bleek hoorde van zijn ǀXam-sprekende informanten dat wanneer een hamerkop roepend over hun kamp vloog, dit een teken was dat iemand in de buurt was overleden. Ook bij Malagassiërs speelt de hamerkop een rol in hun cultuur. Een oud bijgeloof wil dat een persoon die een nest van een hamerkop vernielt gestraft zal worden met lepra. Op veel plaatsen op Madagaskar is het fady, of taboe, om een hamerkop te doden.